# コルネリー・ファルコン

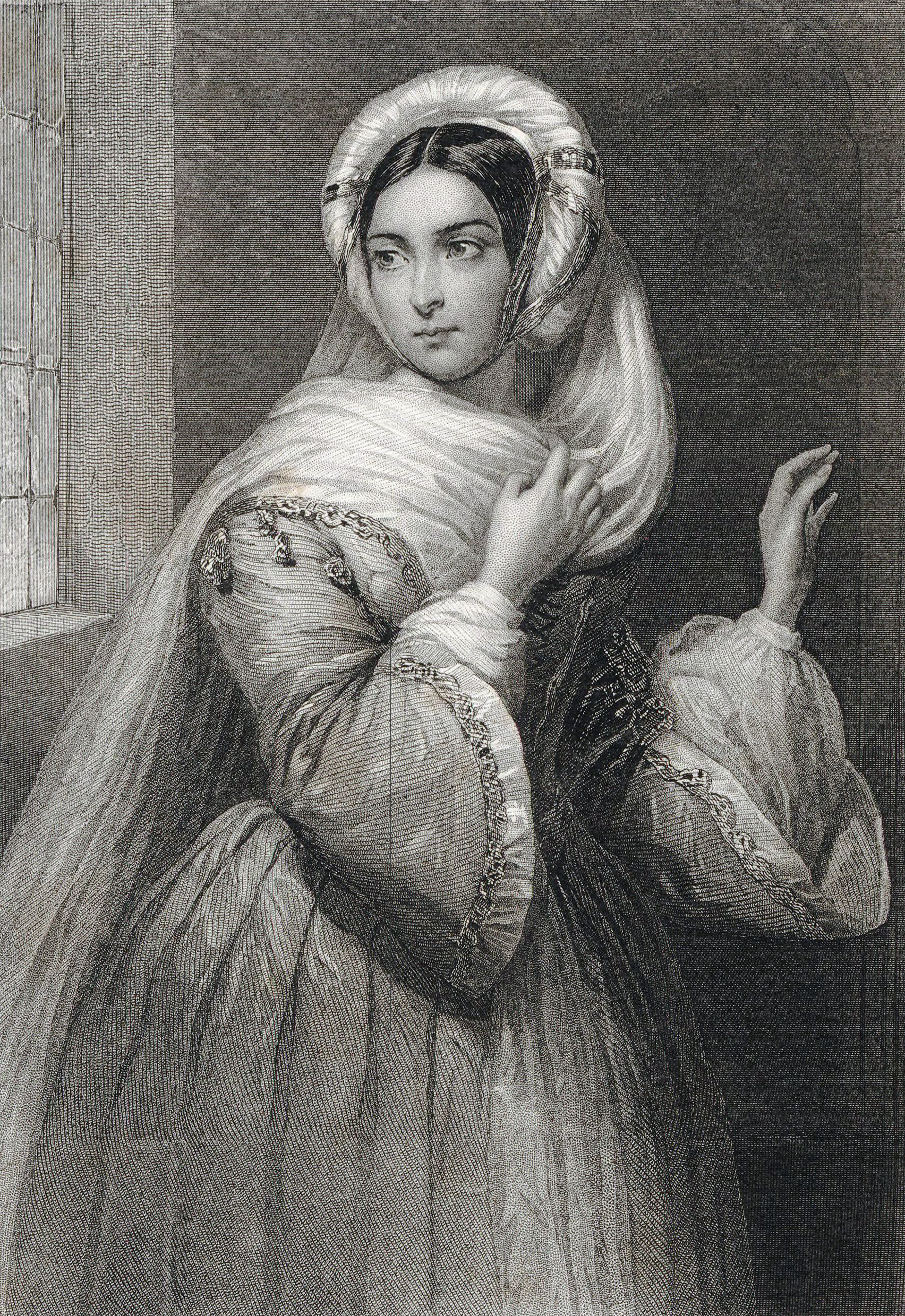
『ユダヤの女』のラシェルを演じるファルコン

コルネリー・ファルコン（フランス語: Cornélie Falcon、1814年1月28日  – 1897年2月25日）は、パリ・オペラ座で歌ったフランスの劇的なソプラノ歌手。彼女の最大の成功はジャコモ・マイアベーアの『ユグノー教徒』でヴァレンティーヌの役を演じたことで、彼女は「豊かで共鳴する声」、独特の暗い音色を持っており、劇に対する並外れた才能を持った女優だった。彼女の声のために書かれた役柄に基づくと、彼女の声域は低音のA♭から高音のDまで2.5オクターブに及んだ。ファルコンとテノール歌手のアドルフ・ヌーリは、オペラ座の芸術水準を大幅に向上させることに貢献し、彼女が得意とした役は《ファルコン・ソプラノ》役として知られるようになった。ファルコンのキャリアは非常に短く23歳のときニデルメイエールの『ストラデッラ』の上演中に声を失い、デビューから約5年で実質的に幕を閉じた。

## 幼少期と教育
彼女はル・モナスティエ＝シュル＝ガゼイユ（ヴレ）で、仕立ての達人ピエール・ファルコンとその妻エドメ・コルネリーの間にマリー・コルネリー・ファルコンとして生まれた。ファルコンは3人の子供のうちの1人だった。彼女の妹ジェニー・ファルコンはロシア貴族と結婚し、サンクトペテルブルクのミハイロフスキー劇場の舞台に立つことになっていた。コルネリーは1827年から1831年までパリ音楽院に在籍した。そこで彼女は最初にフェリーチェ・ペレグリーニ（Felice Pellegrini）とフランソワ＝ルイ・アンリに師事し、その後マルコ・ボルドーニとアドルフ・ヌーリに師事した。彼女は1829年にソルフェージュで二等賞、1830年に発声法で一等賞、1831年に歌唱で一等賞を受賞した。

## 『悪魔のロベール』でのデビュー
ヌーリの招待により、彼女は 18 歳でジャコモ・マイアベーアの『悪魔のロベール』の第 41 回公演（1832年7月20日）のアリスとしてパリ・オペラ座にデビューした。配役にはヌーリとジュリー・ドリュ＝グラ（1830年にこの役を初演した）が含まれていた。オペラ座の支配人ルイ・ヴェロンは、事前に十分な宣伝を行っていたため、劇場は満員となった。聴衆には作曲家のロッシーニ、ベルリオーズ、ルイジ・ケルビーニ、フロマンタル・アレヴィ、オベール、歌手のマリア・マリブラン、カロリーヌ・ブランシュ、ジュリア・グリージ、そしてコメディ・フランセーズ出身のフランスの偉大な女優二人マドモアゼル・マルスとマドモアゼル・ジョルジュが含まれていた。その他にも画家のオノレ・ドーミエとアリ・シェフェール、台本作家のウジェーヌ・スクリーブ、批評家で作家のテオフィル・ゴーティエ、アレクサンドル・デュマ、ヴィクトル・ユーゴー、アルフレッド・ド・ミュッセ、ジェラール・ド・ネルヴァル、サント＝ブーヴが含まれていた。当時、舞台恐怖症に苦しんでいたにもかかわらず、ファルコンはなんとか最初のアリアを間違えずに歌い、「余裕と有能さ」をもって全曲を歌い終えた。彼女の悲劇的な立ち振る舞いと暗い表情はその役に非常に適しており、ファルコンは 聴衆に鮮烈な印象を与えた。
マイアベーア自身もアリス役のファルコンを観るためパリに来たが、8月24日の5回目の公演の後、彼女は病気のため休養せざるを得ず、9月17日まで彼女の上演を観ることができなかった。観劇の翌日、マイアベーアは妻に次のように書いている「劇場はこれまでにないほど超満員となり8,700フラン（定期会員を除く）でも、多くの人が席を見つけることができなかった。公演は…非常に新鮮だった…最初の公演と同じで、過去に演じられた形跡はうかがえなかった」。ファルコンについては、最終的な評価を確定するつもりはないが、彼女にコロラトゥーラ風の敏捷性がないわけではなく、同時に強くて美しい声を持っていることは明らかだ。残念ながら、彼女のイントネーションは完全に明瞭というわけではなく、こういった弱点を克服することは難しいのではないかという懸念も残る。そうだとしても、彼女は傑出したスターになる可能性があると思う。私はいずれにせよ、彼女を主役に据えたオペラを必ず作曲するつもりである」。マイアベーアの新しいオペラは『ユグノー教徒』となり、そこでファルコンは彼女のキャリアの中で最大の成功を収めることになる。

## オペラ座での初期のその他の役柄

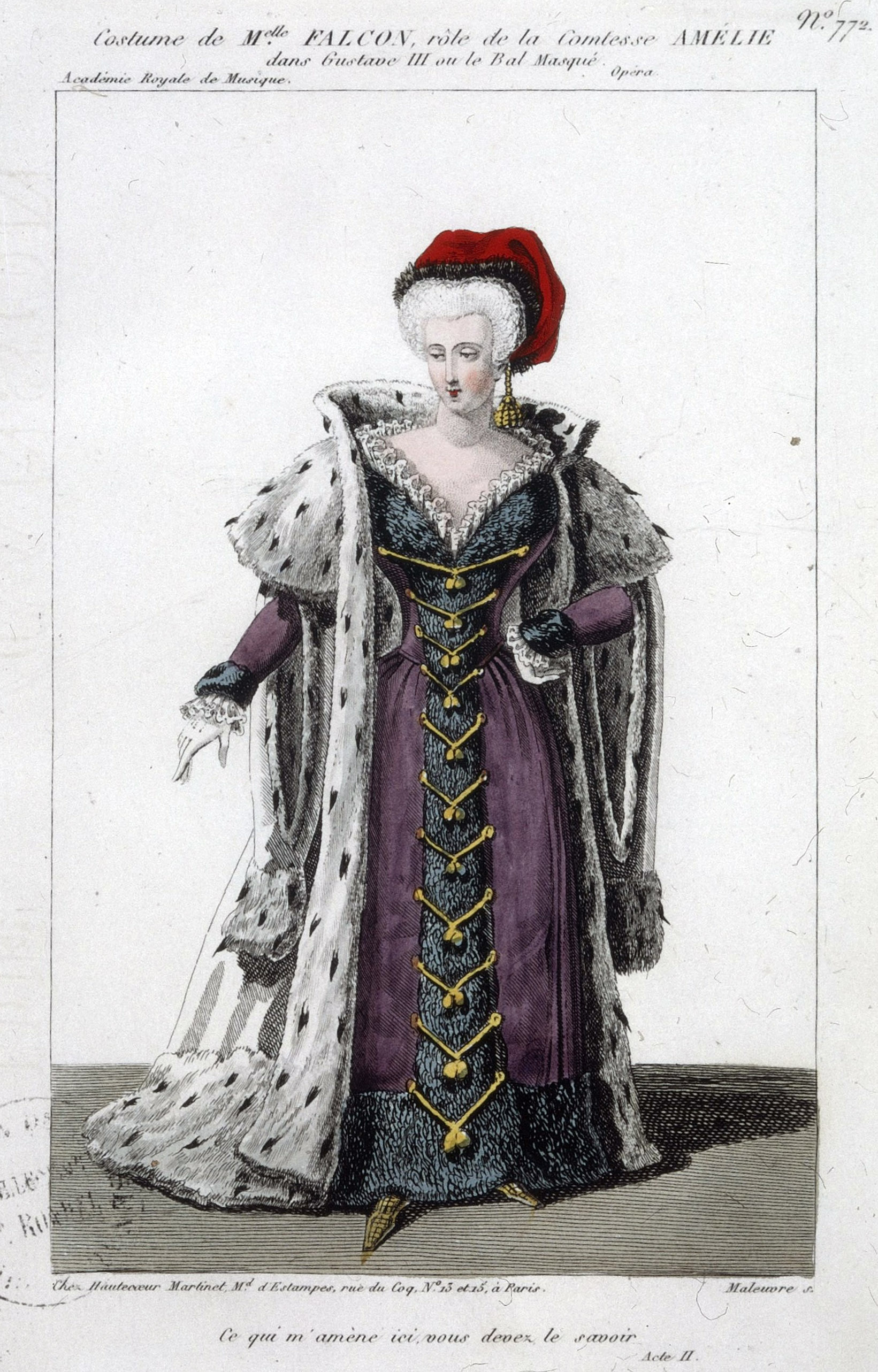
『ギュスターヴ3世』のアメリーを歌うファルコン

オペラ座での彼女の次の役は1833年2月27日、オベールの『ギュスターヴ3世』でアメリーを歌った。エレン・クリソーン・クレイトンは上演について次のように説明している。

残念ながら、アメリー伯爵夫人の役は色っぽい愛嬌が求められる役だが、ファルコンのほの暗く神秘的なスタイルには適していなかった。「ああ、ファルコン嬢！」とジュール・ジャナンは叫び「この若い才能は非常に大きな希望を抱いていたのに、声も表現力も生き生きとした努力もエネルギーも求められることもなく、漫然と歌うことになってしまった」と言った。彼女は狂ったような陽気さ、舞踏の渦、舞台のまぶしさと華々しさの中で息が詰まるほどだった。このオペラの歌手たちは実際「全くいる場所がなかった」。踊り手たちだけが劇場を支配していた。

ルイジ・ケルビーニはファルコンに、彼の新作である4幕の抒情悲劇『アリババ』でモルジアナを創唱するよう依頼した。初演は1833年7月22日だった。スパイア・ピトーによれば「モルジアナの役は若く野心的な歌手にとって真の挑戦とはほとんど言えなかったため、彼の招待は本当の招待というよりもお世辞のようなものだった」。

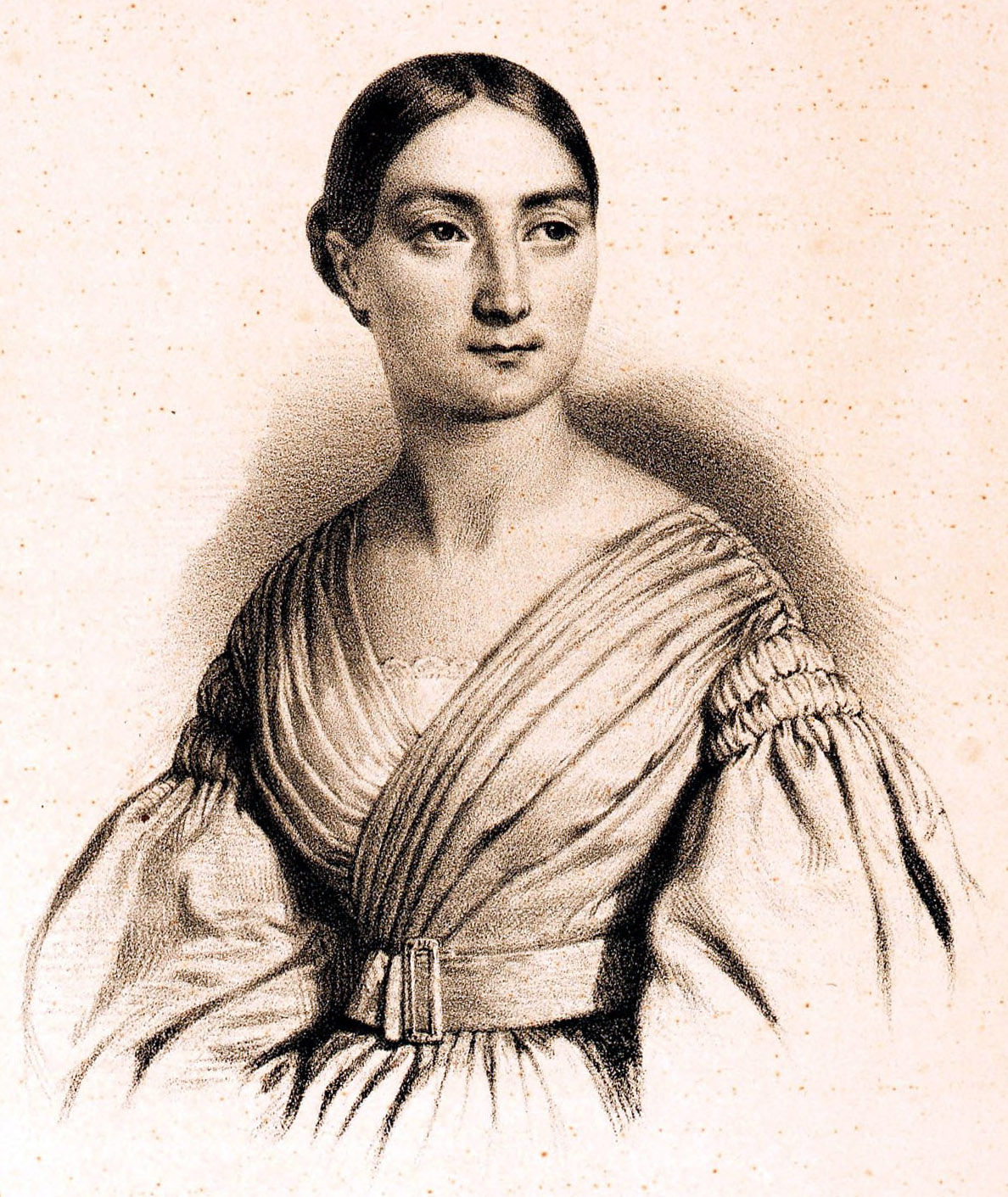
1835年のコルネリー・ファルコン

ファルコンが次に輝く本当の機会は『ドン・ファン』の再演によってもたらされた。これはカスティル・ブラーズとその息子アンリ・ブラーズ、エミール・デシャンによってモーツァルトの『ドン・ジョヴァンニ』をフランス語で翻案した5幕物であった。配役にはドンナ・アンナ役のファルコン、ドン・ファン役のヌーリ、レポレロ役のニコラ・ルヴァスール、ドン・オッタヴィオ役のマルセラン・ラフォン、司令官役のプロスペル・デリヴィス、マゼット役のアンリ＝ベルナール・ダバディ、エルヴィール役のジュリー・ドリュ＝グラ、そしてゼルリーヌ役のロール＝サンティ・ダモローが含まれていた。ドレス・リハーサルに出席したと見られるベルリオーズは、ファルコンの歌唱について若干の懸念を抱いていたと〈レノヴァトゥール〉誌（Rénovateur、 1834年3月6日）に次のように書いている。

『悪魔のロベール』ではかくもエネルギッシュであったファルコン嬢は「美しい秋の夜のように青白く」落ち着いた理想的なドンナ・アンナそのものだった。彼女は父親の遺体の上で歌われるレチタティーボで素晴らしい瞬間を現出した。では、なぜ彼女は第 1 幕の大アリア「どれほど悪名高いか分かるだろう」（Tu Sais quel inflâme）で一気に高揚したのだろう？ おお！ ファルコンよ、その黒い瞳と鋭い声があれば、何も恐れる必要はないのだ。目を輝かせ、声を響かせておくれ。あなたはベールに覆われた内気さを秘めた復讐に燃えるスペインの貴婦人の化身なのだ。

ベルリオーズは手紙の中でより率直に「批評家としての私の立場では、出演したすべての歌手、何よりも人気歌手であるヌーリが到達すべき水準を大幅に下回っているなどと公に断じることなどできるわけがない」と記している。しかし、ファルコンはこの役を見事にこなしており、1834年3月10日の開幕後の彼女の評判はアリスに対するものよりもさらに好意的であった。
1834年5月3日、ファルコンはアドルフ・ヌーリの慈善公演であるスポンティーニの『ヴェスタの巫女』の再演でジュリアを歌った。キャストには、リシニュス役のヌーリのほかに、シンナ役のニコラ・ルヴァスール、大祭司役のアンリ・ダバディ、巫女の長役のズュルメ・ルルーが含まれていた。第2幕は例外的に同シーズンにさらに5回繰り返された。ファルコンが演じたジュリアは好評を博した。

## ベルリオーズとの演奏会

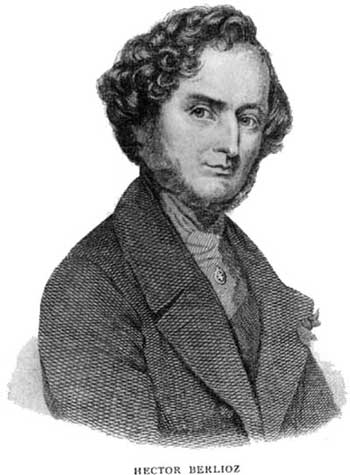
ベルリオーズ

ベルリオーズのファルコンに対する賞賛は相当なもので、ヴェロンの許可を得て、その冬にパリ音楽院のホールで企画した演奏会に彼女を招待した。この演奏会はシリーズの 2 番目で1834年 11月23日にナルシス・ジラールの指揮で上演された。ファルコンはベルリオーズの新しくオーケストレーションを施した2つの歌曲『囚われの女』と『若いブルターニュの羊飼い』を歌い、アンコールでベッリーニのアリアを歌った。この演奏会ではベルリオーズの新しい交響曲『イタリアのハロルド』の初演も行われ、聴衆にはオルレアン公爵、ショパン、フランツ・リスト、ヴィクトル・ユーゴーも含まれていた。新しい交響曲と花形歌手としてのファルコンにより、収入は幻想交響曲と序曲「リア王」を取り上げた11月9日の最初の演奏会の2倍以上となった。しかし、『イタリアのハロルド』ではなく『囚われの女』が演奏会で好評を博し、〈ガゼット・ミュージカル〉誌（1834年12月7日）はそれを「旋律の技術と管弦楽の傑作」と評した。ファルコンは翌年の演奏会にも出演した。1835年11月22日、ジラールとベルリオーズの共催でこの公演が行われ、ファルコンは再びベルリオーズの『若いブルターニュの羊飼い』とマイアベーアのオペラ『エジプトの十字軍』のアリアを歌った。

## オペラ座でのその他の役柄
ファルコンのオペラ座でのその他の出演作品にはフロマンタル・アレヴィの『ユダヤの女』（1835年2月23日）のラシェル役、マイアベーアの『ユグノー教徒』（1836年2月29日）のヴァランティーヌ役、ルイーズ・ベルタンの『ラ・エスメラルダ』（1836年11月14日）のタイトル・ロール、ルイ・ニデルメイエールの『ストラデッラ』(1837年3月3日) のレオノール役などがある。彼女はまた、ロッシーニの『コリントの包囲』（1836年）のパミラ、『オリー伯爵』の伯爵夫人として出演した。
1835年までに、ファルコンはオペラ座で年間5万フランを稼ぐようになり、オペラ座で最も高給取りの芸術家となり、ヌーリのほぼ2倍、ドリュ・グラの3倍の収入を得た。

## 声楽的終焉と晩年

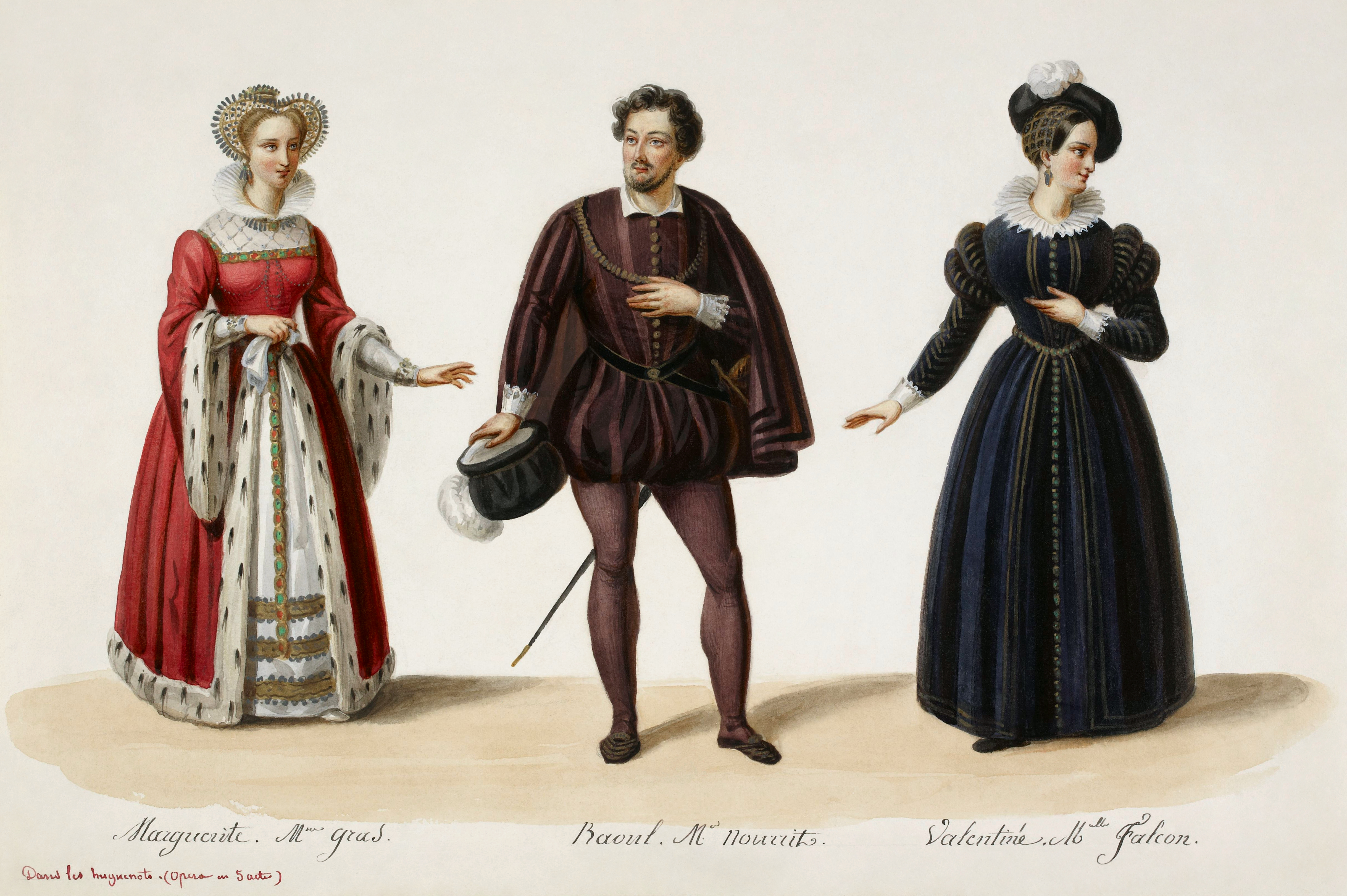
『ユグノー教徒』でのドリュ・グラ、ヌーリ、ファルコン

ファルコンの歌手としてのキャリアは驚くほど短かった。彼女は1837年3 月にオペラ座で『ストラデッラ』の 2 回目の公演中に声を失うという悲惨な事態となった。ストラデッラ役のヌーリが彼女に「明日出発します、よろしいですか？」（Demain nous partironｓ – voulez-vous?）と尋ねたとき、彼女は「私は準備ができています。」（Je suis prête）という歌詞を歌うことができず、気を失い、ヌーリによってステージの外に運ばれた。客席にいたベルリオーズは、「嗄声、喉音、口笛を吹く子供のような騒々しい音は、水を満たしたフルートの音のようにすぐに消えてしまう」と述べている。ファルコンは公演を再開したが、声の不調は続き、1838年1月15日にマイアベーアの『ユグノー教徒』で最後の定期公演を行った。彼女はあらゆる種類のいかがわしい治療法や救済策に頼り、気候が良い効果をもたらすことを期待してイタリアに18か月間移住した。
ファルコンは1840年3月14日にオペラ座の慈善活動のために戻り、ジルベール・デュプレ、ジャン＝エティエンヌ・マッソル、ジュリー・ドリュ＝グラらとともに『ユダヤの女』第2幕と『ユグノー教徒』第4幕からの抜粋を歌うことになった。入場時にスタンディングオベーションを受け、彼女の様子は一見リラックスしたように見えたと描写されている。彼女の音域は著しく低下しており、オペラで歌うことはできなかった。彼女は自分の声の状態に反応して泣いたと言われている。しかし、その後すぐに、彼女の発声能力が失われていることが判明した。スパイア・ピトーは次のように述べている。「彼女は自分自身の哀れな運命に涙を流した。観客に自分の天分が失われたことを残念に思わせるだけであったのに、泣き続けるしかなかった。彼女が『ユグノー教徒』の中の「運命の夜、警報のなる夜、私にはもう未来はない」（Nuit fatale, nuit d'alarmes, je n'ai plus d'avenir）という痛ましいほどに胸を打つ歌詞に辿り着いたとき、この恐ろしい皮肉に耐えられず、引退せざるを得なかった。1840年から1841年にかけてロシアで数回公演が行われたが、その後、パリでルイ・フィリップの宮廷とヌムール公爵のために数回の私的な公演を除いて、彼女は舞台から完全に引退した。
ファルコンの声の喪失についてはグランド・オペラの音楽に多大な要求があったこと、「体が完全に成熟する前に大きなオペラハウスで歌い始めたことの悪影響」、音域を上げようとしたファルコンの試みなど、多くの説明がなされている。本来のメゾ・ソプラノの音域を超えており、私生活による神経疲労もあった。ベンジャミン・ウォルトンは彼女のために書かれた音楽を分析し、彼女の声がa'とb♭'の間に途切れていたことを示唆した。何度か彼女と一緒に歌ったジルベール・デュプレは、彼女がこの移行をうまく交渉できなかったことが彼女の「声の衰退」の一因だったのではないかと推測している。
ファルコンは投資家と結婚し、ファルコン＝マランソン夫人となり祖母となり、亡くなるまでオペラ座の近くのショセ＝ダンタン通りで隠居生活を続けた。1891年末、彼女はマイアベーア生誕100周年記念式典の際に「生き残った3人の同時代人たちとともに」オペラ座の舞台に立つことに同意した。彼女は1897年に亡くなり、ペール・ラシェーズ墓地に埋葬された。

## 評判

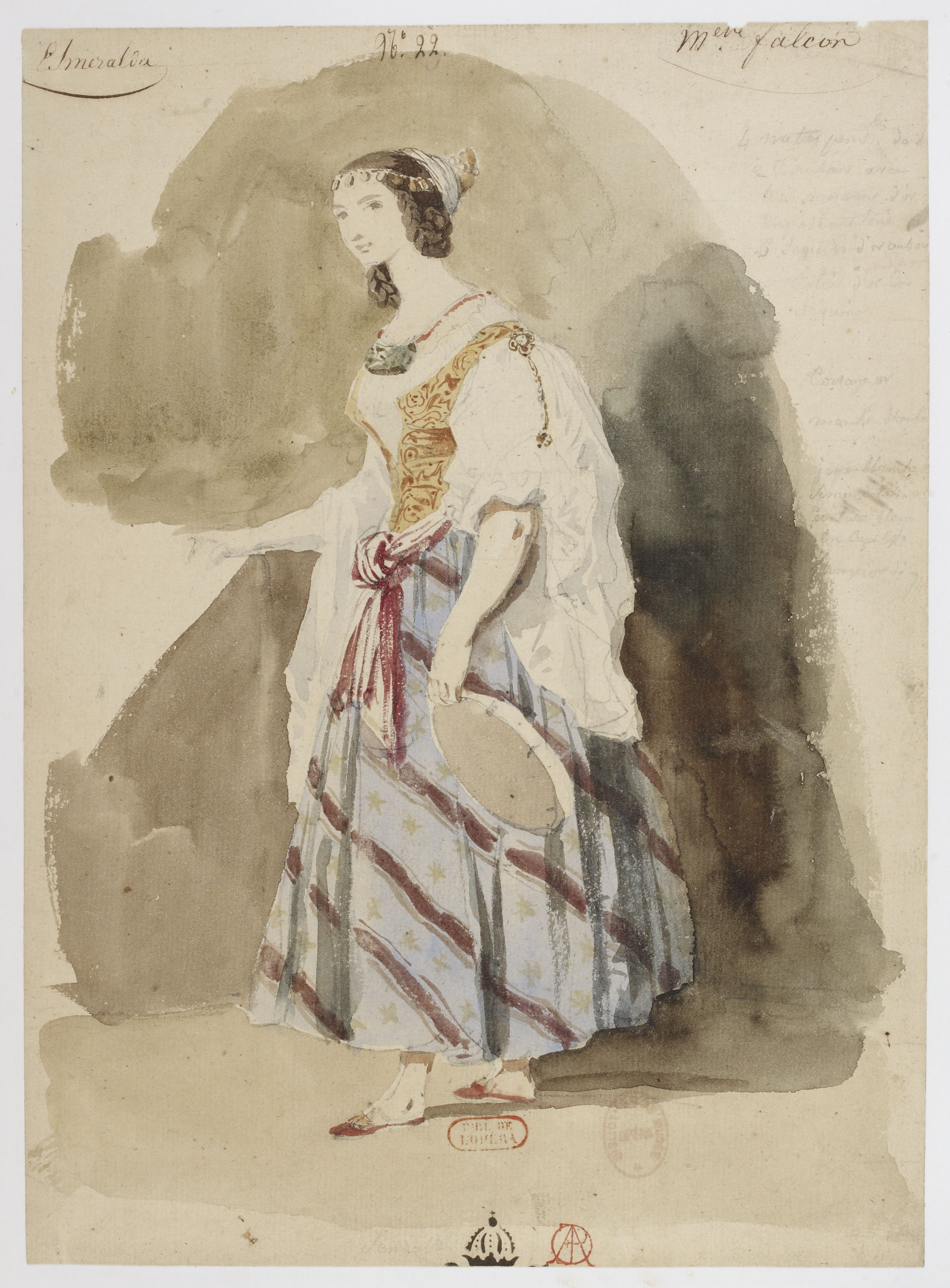
ベルタンの『ラ・エスメラルダ』の衣装を纏うファルコン

初期のグランド・オペラの重要な役の多くを歌ったファルコンは、当時の聴衆によってこのジャンルと密接に結びついていた。強い低音域（そしてより軽い高音域）を持つ劇的なソプラノである「ファルコン」という声の音色の指定は、これを反映している。カスティル・ブラーズは1832年に彼女の声を次のように説明している。

bからdまでの2オクターブの音域があり、すべての音で同じ勢いで共鳴する。銀色の声、輝かしい音色、合唱の重みでさえも圧倒し得ないほど鋭く響くのである。しかし、そのような勢いで発せられる音は、決してその魅力や純粋さを失うことはない。
ファルコンの私生活の評判は彼女のキャリアにも影響していた。「おそらく、貞操の名声を維持していた当時の唯一の歌手」という認識は、彼女の名声を高めた独創的な役柄の演技に対する評価にもつながっていた。
1844年、音楽評論家のヘンリー・チョーリーはファルコンについて次のように書いている。

... 不遇のスター、マドモアゼル・ファルコン、オペラ座の愛され、そして失われた一人。

確かに彼女は、通りすがりの見知らぬ人さえも魅了する女性だった。彼女の美しさには人種の刻印があり、メルポメネーではなくデボラやユディトのような表情をしていたが、見た目や仕草においてこれほどそのスタイルに値する女優を私は見たことがない。そして現代悲劇のミューズの称号である、大きく、暗い、憂鬱な目、切り立った顔立ち、そして何よりも、正当なソプラノである彼女の音域の声には稀に見る音色の表現力を持つ。さらに、彼女が最初に自己紹介したとき、一瞥と一歩で興味を引く力、そして上演中に引き起こし得る情熱によって哀れみ、恐怖、緊張感などの最も強い感情を刺激する力、それが彼女の天分だった。これらに、彼女の若い頃の魅力、同僚全員から彼女に注がれた愛が加わる。そして、彼女の声の喪失、喉を回復させるために行ったほとんど絶望的な努力。いかなる意志の力もってしても、無理やりにでも破壊された天賦の才を一瞬たりとも蘇生させられないと分かったときの彼女の悲惨な最後の姿は、これらの悲劇を構成している。打ち砕かれた希望と絶望と苦悩の恐ろしい総和となっている。彼女の歴史は、たとえすべての話が真実であるとしても、邪悪な好奇心に迎合するのではなく、芸術家を待ち構えている罠や落とし穴を指摘し、探求するという誠実な目的があったとしても繰り返すには暗すぎる歴史である。芸術のためにも人類のためにも（両者は切り離せないものであるが）、もしそれらに対する保護がないとしたら、それを回避する手段はないのだろうか。
水谷彰良によれば「ベル・カントのスタイルよりドラマティックな歌い方を好んだパリの聴衆はドリュ・グラよりコルネリー・ファルコンに軍配を上げた。ファルコンは１８歳でオペラ座にデビューしてドリュ・グラと共演していたが、ファルコンはフランスの伝統様式と新しいドランマーティコを融合したタイプの歌手であった」。さらに、この二人について「シュルル・ド・ポワーニュは、ドリュ・グラは楽器を演奏するように歌うが、ファルコンは声と同じくらい魂で歌っていたとその回想録で比較していた」。
岸純信はファルコンについて「歌唱史を語るうえで、欠かせないこのソプラノは、通算わずか8年のオペラ座在籍ながら、『ユダヤの女』のラシェルと『ユグノー教徒』のヴァランティーヌを演じた功労者、劇的な表現を得意とし、演技にも優れた彼女は、その名（Falcon）が後に、超高音こそ持たないが、劇的表現に真髄を見せるソプラノ寄りの声種として認識されて行く、ジュール・マスネ『サンドリヨン』の王子役、シャルル・グノーの『サン＝マール』のマリ役、など」と評している。

## ギャラリー

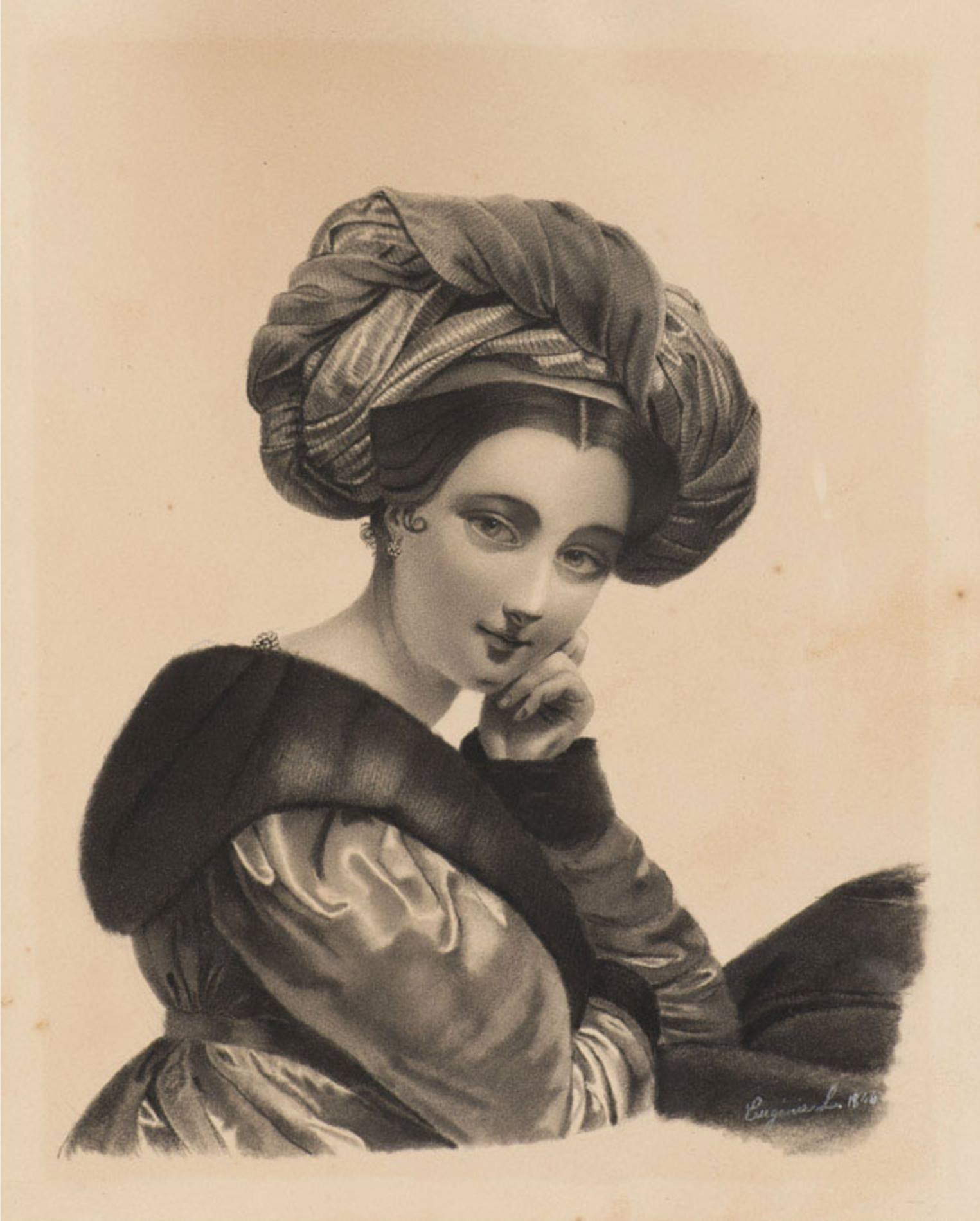
ルフランによるファルコン
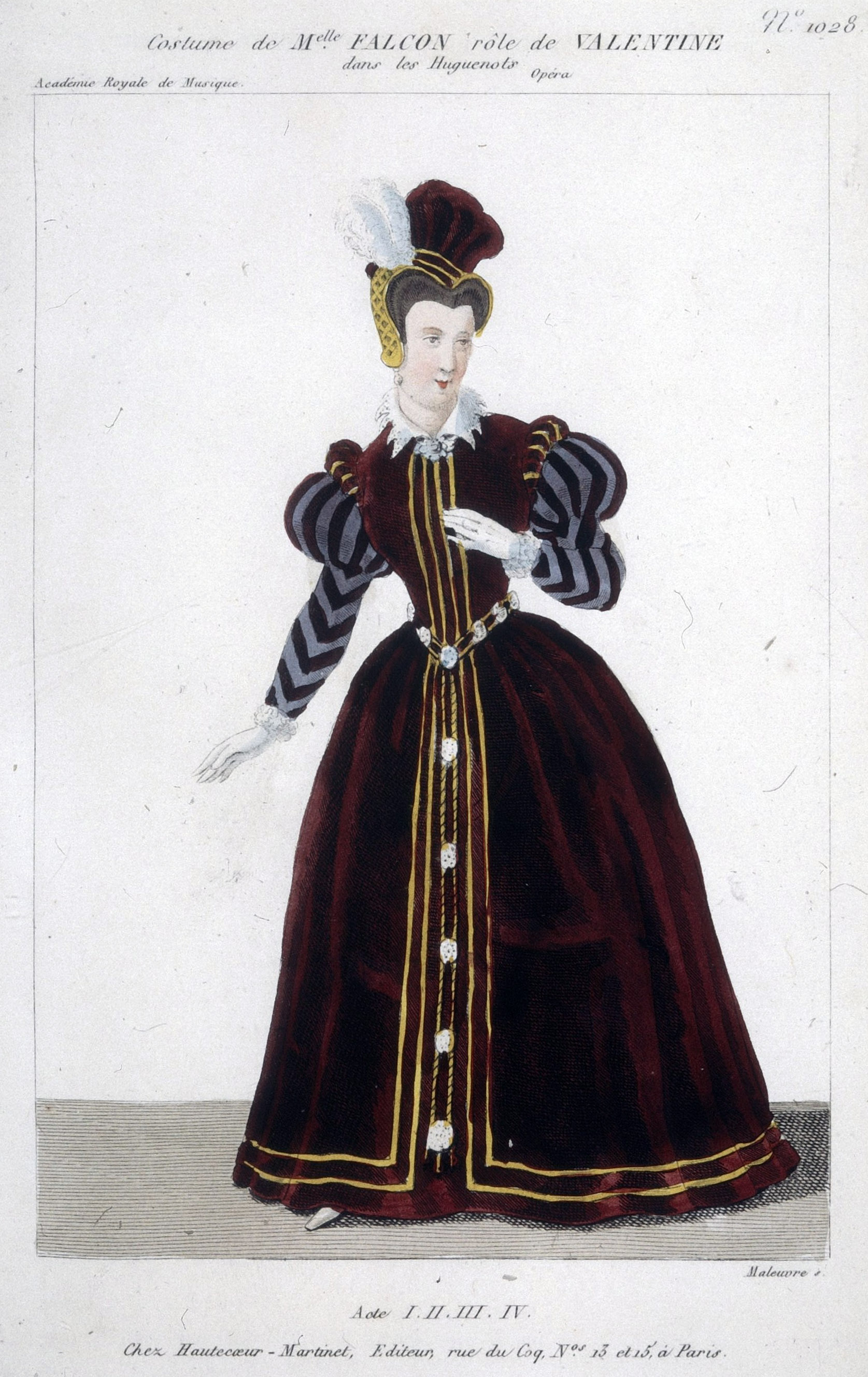
『ユグノー教徒』のヴァランティーヌ役
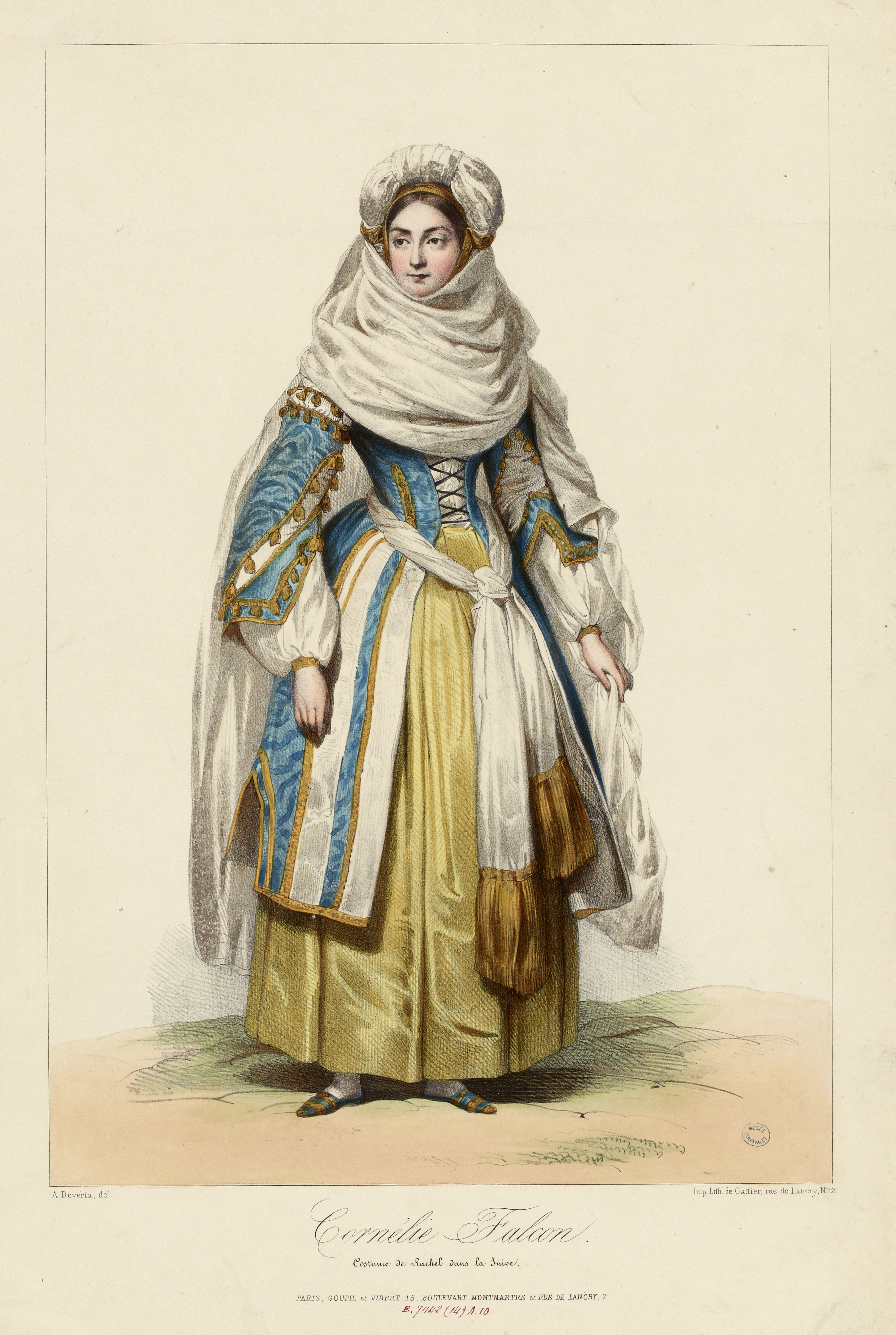
『ユダヤの女』ラシェル役
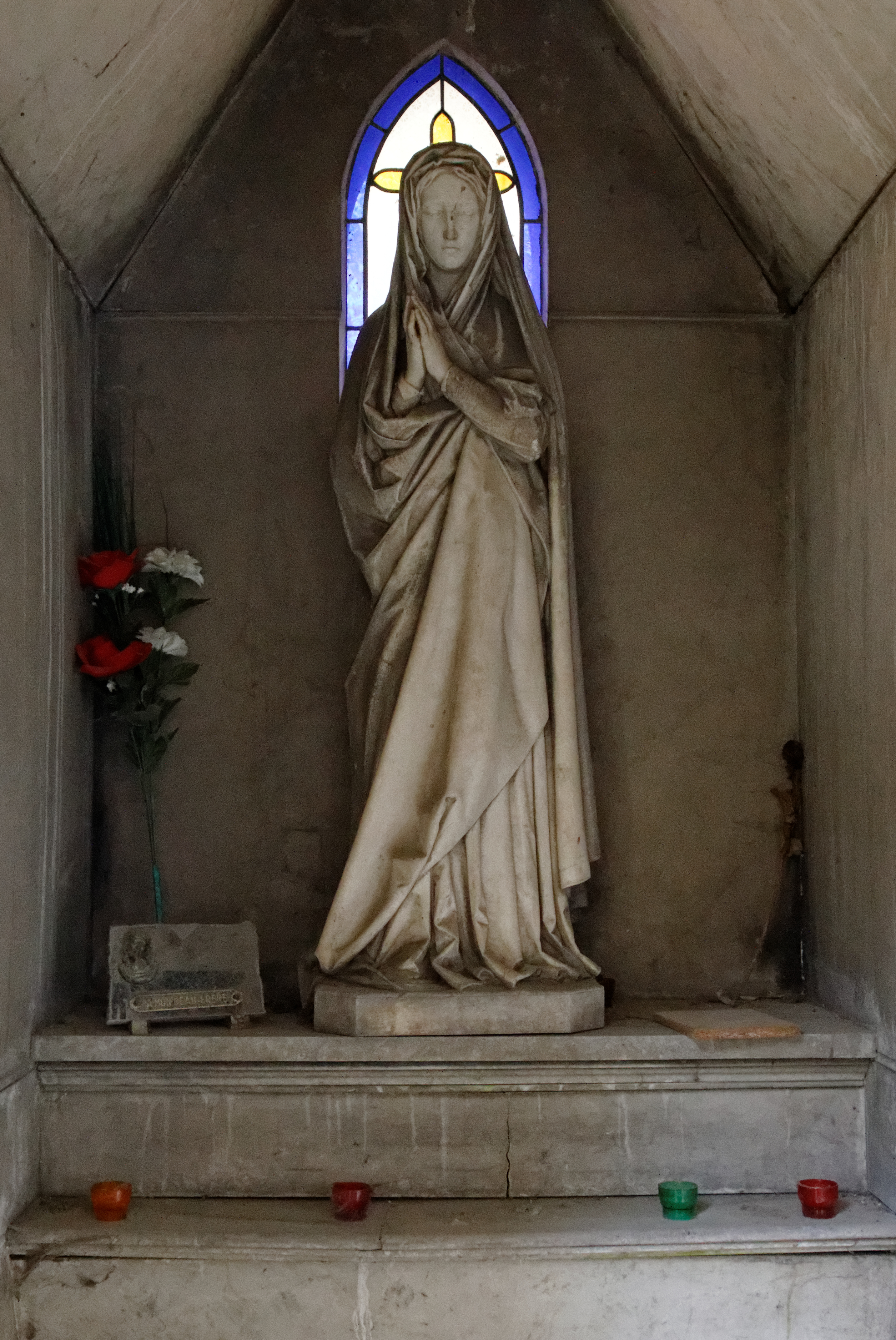
ペール・ラシェーズ墓地の石像

## その他の出演作品
ロッシーニ作曲
- 『ギヨーム・テル』
- 『モイーズとファラオン』[44]